# Nálepkovo
Nálepkovo (allemand : Wagendrüssel) est un village de Slovaquie situé dans la région de Košice.

## Histoire
Première mention écrite du village en 1290.

## Démographie

### Évolution de la population
| Année:               | 1994. | 2004.    | 2014.    | 2024.    |
| -------------------- | ----- | -------- | -------- | -------- |
| Nombre de personnes: | 2411  | 2786     | 3219     | 3861     |
| Différence:          |       | +15,55 % | +15,54 % | +19,94 % |

| Année:               | 2023. | 2024.   |
| -------------------- | ----- | ------- |
| Nombre de personnes: | 3816  | 3861    |
| Différence:          |       | +1,17 % |